# Bellor
Bellor est le pseudonyme du peintre symboliste belge René Miessen (1911 - 2000).

## Biographie
Il est né à Arlon en Belgique le 30 juillet 1911. À 15 ans il s’inscrit à l'Académie des beaux-arts de sa ville natale, puis après 4 années d'études à l'Académie d'Architecture de Tournai, son père ne pouvant plus assumer financièrement ses études, il s’établit à Bruxelles et entre dans la vie active dans le domaine de la publicité où il fait une carrière importante, mais sa véritable passion est la peinture. À 45 ans, il s'établit à Paris ou il développe son propre style symboliste. La pratique de la difficile technique des glacis est une des particularités de l’œuvre de Bellor car elle donne cette extraordinaire profondeur à ses toiles. Après de nombreux voyages dans le midi de la France et en Italie, il revient à Bruxelles où il fait d'importantes expositions saluées par la critique. Désappointé par certaines pratiques, il se retire du marché de l'art en 1984 mais continue à peindre avec passion jusqu'à 88 ans. Les critiques surnommaient souvent Bellor le « peintre des secrets ». 
Bellor décède à Bruxelles le 13 février 2000.